# Leibniz-Zentrum für Literatur- und Kulturforschung
Das Leibniz-Zentrum für Literatur- und Kulturforschung (ZfL) in Berlin ist ein außeruniversitäres geisteswissenschaftliches Institut für die Erforschung von Literatur in interdisziplinären Zusammenhängen und unter kulturwissenschaftlichen Voraussetzungen.

## Geschichte
Das ZfL geht auf das zwischen 1969 und 1991 bestehende Zentralinstitut für Literaturgeschichte (ZIL) an der Akademie der Wissenschaften der DDR zurück. 1996 wurde es als Zentrum für Literaturforschung (ZfL) nach vierjährigem Vorlauf in der von der Max-Planck-Gesellschaft betreuten Fördergesellschaft Wissenschaftliche Neuvorhaben mit Sitz in Berlin-Mitte gegründet. Zusammen mit dem Leibniz-Zentrum Allgemeine Sprachwissenschaft (ZAS) und dem Leibniz-Zentrum Moderner Orient (ZMO) bildet das ZfL seither die Geisteswissenschaftlichen Zentren Berlin (GWZ).
Gründungsdirektor des ZfL war von 1996 bis 1999 der Germanist Eberhard Lämmert. Bis Juli 2015 leitete die Literatur- und Kulturwissenschaftlerin Sigrid Weigel als Direktorin das ZfL. Seit August 2015 ist die Literaturwissenschaftlerin Eva Geulen Direktorin.
Von 1996 bis 2007 wurden die GWZ Berlin durch das Land Berlin und die Deutsche Forschungsgemeinschaft gefördert. Zusätzlich wurden Drittmittel vom Bundesministerium für Bildung und Forschung (BMBF), der Volkswagenstiftung, der Fritz Thyssen Stiftung, der Kulturstiftung des Bundes, dem Hauptstadtkulturfonds, der Stiftung Preußische Seehandlung, dem Deutschen Zentrum für Luft- und Raumfahrt u. a. eingeworben. In einer positiven Evaluierung stellte der Wissenschaftsrat 2006 fest, das ZfL habe sich „in den Jahren seines Bestehens zu einem national und international anerkannten Forschungsinstitut entwickelt, das hervorragende interdisziplinäre Forschung in einem substantiellen Sinne betreibt“, und empfahl eine tragfähige Weiterförderung. Diese Empfehlung wurde ab 2009 durch eine zwölfjährige Programmförderung des BMBF umgesetzt. Hinzu kam eine Grundausstattung durch das Land Berlin sowie selbstständig eingeworbene Drittmittel, u. a. der Deutschen Forschungsgemeinschaft und der Volkswagenstiftung. Seit Januar 2019 ist das ZfL Mitglied der Leibniz-Gemeinschaft und wird gemeinsam von Bund und Ländern gefördert.
Von 2006 bis 2023 hatte das ZfL seinen Sitz im Mossehaus in der Schützenstraße in Berlin-Mitte. Seit Juli 2023 ist sein Sitz in der Pariser Straße 1 im Ortsteil Wilmersdorf.

## Forschung
Die Forschungen des ZfL verteilen sich seit Ende 2015 auf drei permanente Programmbereiche (Theoriegeschichte, Weltliteratur und Lebenswissen), Schwerpunktprojekte und wechselnde, übergreifende Jahresthemen. Gegenstand der Forschung ist in allen Programmbereichen Literatur, die auch Zugänge zu anderen Wissensfeldern und Erkenntnisformen eröffnet. Laut Selbstdarstellung des ZfL gilt das Forschungsinteresse besonders der Suche nach und der Entwicklung von alternativen Beschreibungen der Moderne, ihrer Geschichte und ihres Selbstverständnisses. Profilbildend sei dabei zudem die „Integration religionsgeschichtlicher Perspektiven sowie bildwissenschaftlicher Fragen und Verfahren“.

### Interdisziplinarität
Die Mitarbeiter des ZfL kommen aus unterschiedlichen Philologien (Komparatistik, Germanistik, Romanistik, Slavistik, Amerikanistik), Kultur-, Kunst-, Musik- und Theaterwissenschaften, Religionswissenschaft, Geschichtswissenschaft, Wissenschaftsgeschichte und Philosophie.

### Kooperationen
Über die aktuelle Projektarbeit hinaus unterhält das ZfL intensive Kooperationsbeziehungen zu Einrichtungen im In- und Ausland. Neben Berliner Universitäten und Forschungsinstituten gehören dazu u. a. das Institut für Philosophie der Universität Valencia, die Columbia University und die Staatliche Ilia-Universität. Daneben arbeitet das ZfL mit außeruniversitären Forschungseinrichtungen wie dem Deutschen Literaturarchiv Marbach und dem ICI Berlin – Institute for Cultural Inquiry und Kultureinrichtungen wie dem Literaturhaus Berlin, dem Schwulen Museum und dem Museum für Kommunikation Berlin zusammen.

### Gastwissenschaftler und Ehrenmitglieder
In- und ausländische Wissenschaftler, deren Forschungen sich mit den Projekten des ZfL berühren, werden als Gastwissenschaftler und Fellows zu kurzzeitigen Forschungsaufenthalten eingeladen. Aus dem Austausch mit einigen renommierten Wissenschaftlern hat sich eine so intensive Zusammenarbeit entwickelt, dass das ZfL sie zu Ehrenmitgliedern (Honorary Members) ernannt hat. Honorary Members sind der Geisteswissenschaftler und Theoretiker der Postcolonial Studies Homi K. Bhabha (Harvard University), der Kunstwissenschaftler und Philosoph Georges Didi-Huberman (Paris), die Wissenschaftshistorikerin Rivka Feldhay (Tel Aviv), der Historiker Carlo Ginzburg (Pisa), die Psychoanalytikerin, Literaturtheoretikerin und Schriftstellerin Julia Kristeva (Paris), der Bildwissenschaftler William J. T. Mitchell (Chicago), der Philosoph Michail Ryklin (Moskau), die Germanistin Irina Scherbakowa (Moskau) und der Philosoph Giga Zedania (Tiflis). Bis zu ihrem Tod waren auch der Kunsthistoriker Hans Belting und der Germanist Stéphane Mosès Honorary Members des ZfL.

## Publikationen
Für die Veröffentlichung der Forschungserträge unterhält das ZfL die Reihen Literatur- und Kulturforschung im Wallstein Verlag (seit 2022) und Literaturforschung im Kulturverlag Kadmos (seit 2006, zuvor Akademie Verlag), von 2003 bis 2017 erschien im Wilhelm Fink Verlag außerdem die Reihe Trajekte. Diese werden auf dem Publikationsserver der Universitätsbibliothek Frankfurt am Main entweder direkt oder nach Ablauf einer zweijährigen Frist im Open Access zugänglich gemacht. Zahlreiche Forschungsergebnisse sind zudem in anderen Verlagen publiziert (Suhrkamp, de Gruyter, August Verlag, Matthes & Seitz Berlin u. a.). Die Forschungsergebnisse werden außerdem im Open Access in der Online-Publikationsreihe Interjekte und im E-Journal Forum Internationale Begriffsgeschichte (FIB) veröffentlicht. 

## Bibliothek
Die Bibliothek des Leibniz-Zentrums für Literatur- und Kulturforschung ist eine öffentliche Spezialbibliothek für interdisziplinär ausgerichtete Literatur- und Kulturforschung mit der Aufgabe, die Arbeit der Wissenschaftler des ZfL bestmöglich zu unterstützen. Zu den Sammelschwerpunkten gehören neben Literatur- und Kulturwissenschaften insbesondere Philosophie, Medienwissenschaften, Religionsgeschichte, Bildwissenschaften, Begriffsgeschichte und zunehmend auch Lebenswissenschaften. Die Bibliothek verfügt über ca. 52.000 Bände (Stand: 2023). Außerdem werden 111 Zeitschriften und andere Periodika im Abonnement bezogen.